# Celonites andrei
Celonites andrei är en stekelart som beskrevs av Brauns 1905. Celonites andrei ingår i släktet Celonites och familjen Masaridae. Inga underarter finns listade.